# Lokomotiv- und Waggonbaufabrik Krupp
La Lokomotiv- und Waggonbaufabrik Krupp (LOWA) della Friedrich Krupp AG fu la divisione ferroviaria sita a Krupp-Gussstahlfabrik nella zona ovest della città di Essen. Negli stabilimenti M1, M2 e M3 la società produsse materiale rotabile dal 1919 al 1997.

## Storia
La costruzione di locomotive e vagoni iniziò da parte della Friedrich Krupp AG nel primo dopoguerra a seguito del Trattato di Versailles, che imponeva il divieto di produrre armamenti e altri prodotti non civili. Tutta la Gussstahlfabrik si trovò a termine della guerra in una profonda crisi. Il Deutsches Reich ordinò alla società di rivolgere la produzione verso ambiti civili. Le ferrovie volgevano in uno stato bassa efficienza e il settore doveva essere migliorato. Agli inizi nel XIX secolo, il gruppo fornì rotaie e assali. Proprio Alfred Krupp nel 1852 brevettò un sistema di ruote ferroviarie. Nel 1875 proprio tre ruote ferroviarie, cerchi, divennero il simbolo della società.
Dopo negoziati con la Preußische Staatseisenbahnen, venne prodotta la prima locomotiva a vapore il 10 dicembre 1919 e data alle ferrovie prussiane che, dall'aprile 1920, diventarono Deutsche Reichsbahn.

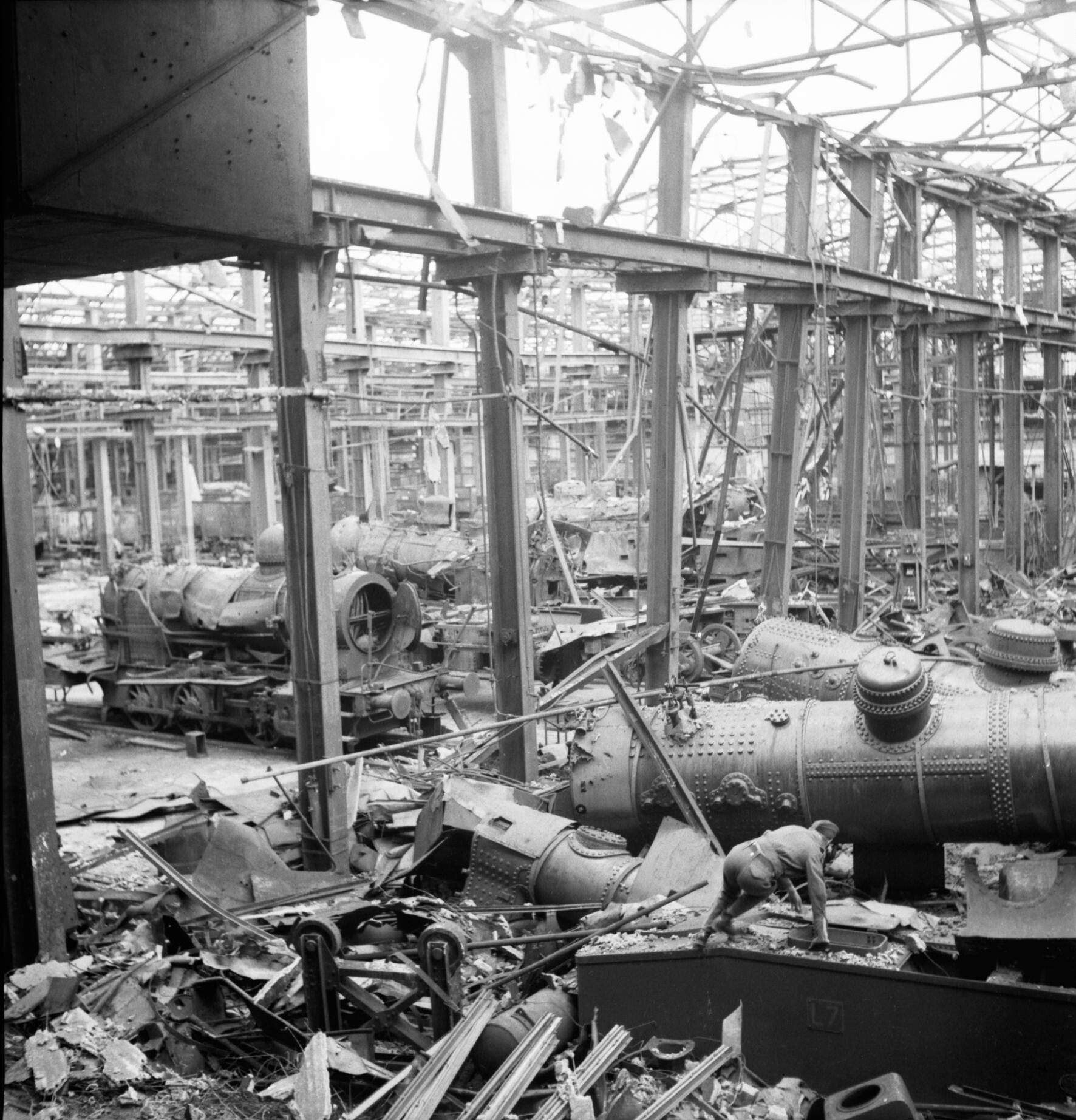
Bombardamento britannico durante la seconda guerra mondiale, del 1943 e del 11 marzo 1945

Durante la seconda guerra mondiale lo stabilimento venne distrutto dai bombardamenti alleati. Il 30 novembre 1948 sotto il controllo britannico avvenne lo smontaggio dei reparti residui come compensazione dei danni di guerra. La società più tardi ottenne dagli Alleati la licenza per effettuare riparazioni di locomotive e vagoni, iniziando la ristrutturazione degli stabilimenti.
Negli anni '60 nella fabbrica fu attiva anche la Krupp Maschinenbau GmbH. Questa divisione venne ceduta il 1° giugno 1991 alla Krupp MaK Maschinenbau GmbH, Kiel. Dal 1º aprile 1992 la divisione trasporti del gruppo divenne Krupp Verkehrstechnik GmbH con siti a Kiel, Essen e Moers.
Nel 1994 seguì la cessione alla Siemens Schienenfahrzeugtechnik GmbH. Il sito di Essen venne chiuso e le attività spostate alla Siemens Duewag Schienenfahrzeuge GmbH di Krefeld. L'ultimo treno approntato fu il 3 marzo 1997 (402 046) ICE 2 per le Deutsche Bahn. Il 31 marzo successivo cessò l'attività dello stabilimento di Essen.

## Stabilimento M1

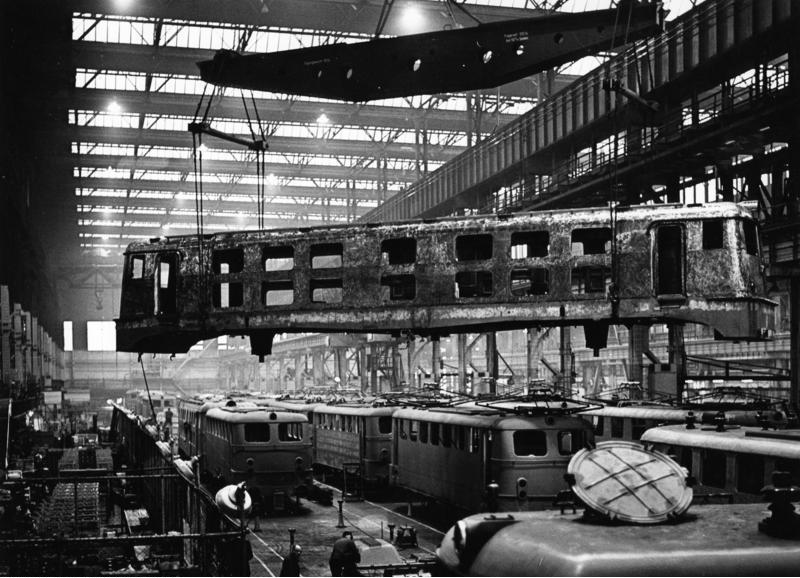
Stabilimento M1 nel 1960, durante l'assemblaggio della DB E 50 e SŽD-Baureihe К

Sulla superficie di circa 450.000 metri quadrati (dal 2013 parte del Berthold-Beitz-Boulevard) sorgeva lo stabilimento M1 con i suoi 40.000 metri quadrati coperti e 30 metri di altezza utile, costruito nel 1937.
Nel 1991 venne venduta una parte del terreno di circa 240.000 metri quadrati alla città di Essen.

## Stabilimento M2
Nello stabilimento M2 venivano approntate le locomotive e parti di vagoni. Vi furono anche nel tempo l'installazioni di presse di grosse dimensioni, utilizzate per la fornitura alle divisioni mezzi di trasporto su strada e armamenti.
Dalla metà degli anni '90 il sito in disuso venne utilizzato per immagazzinare rifiuti compattati. Prima con la società RWE Trienekens e poi con la Alba, e dal 2011 Remondis.

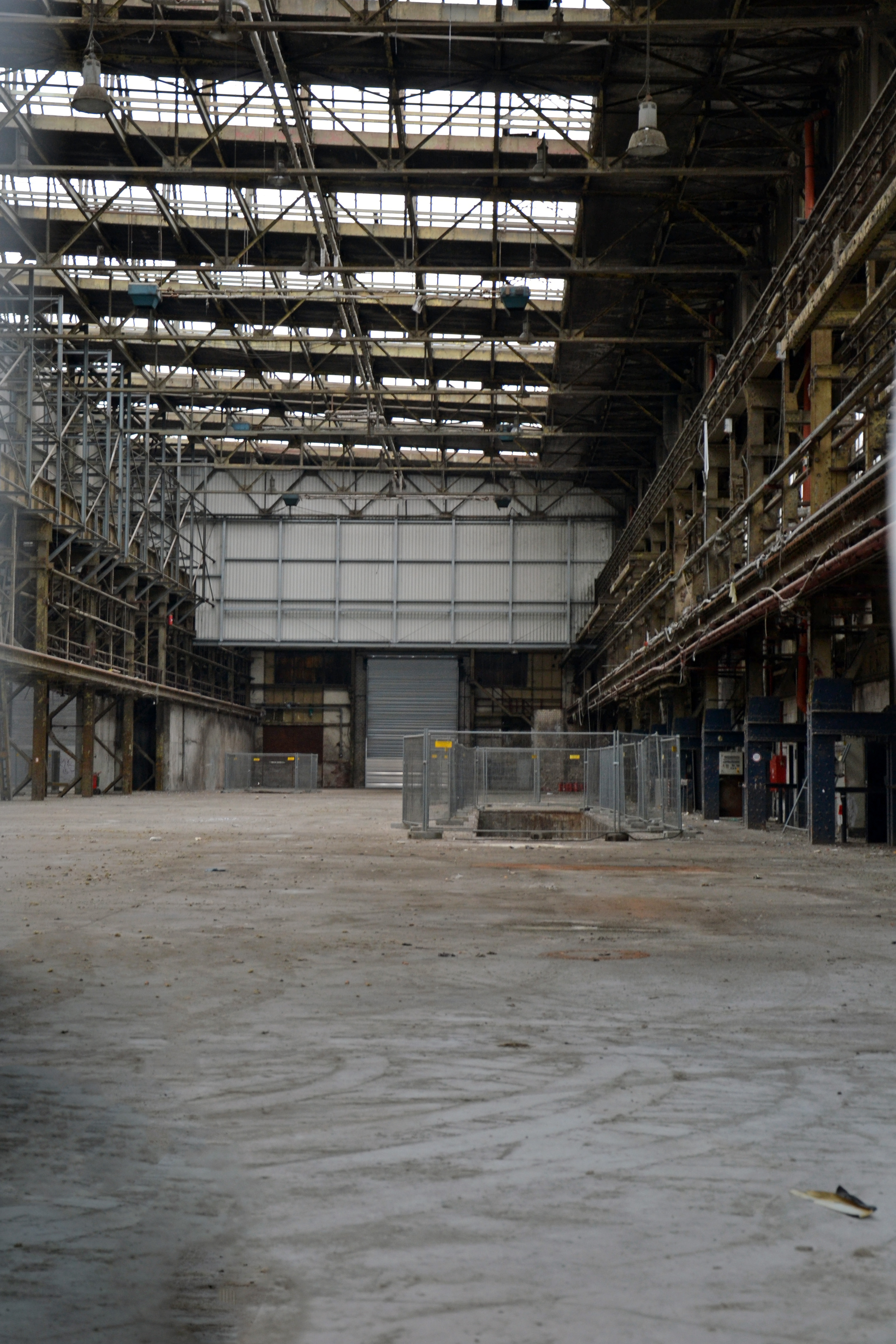
Stab. M2 nel 2012
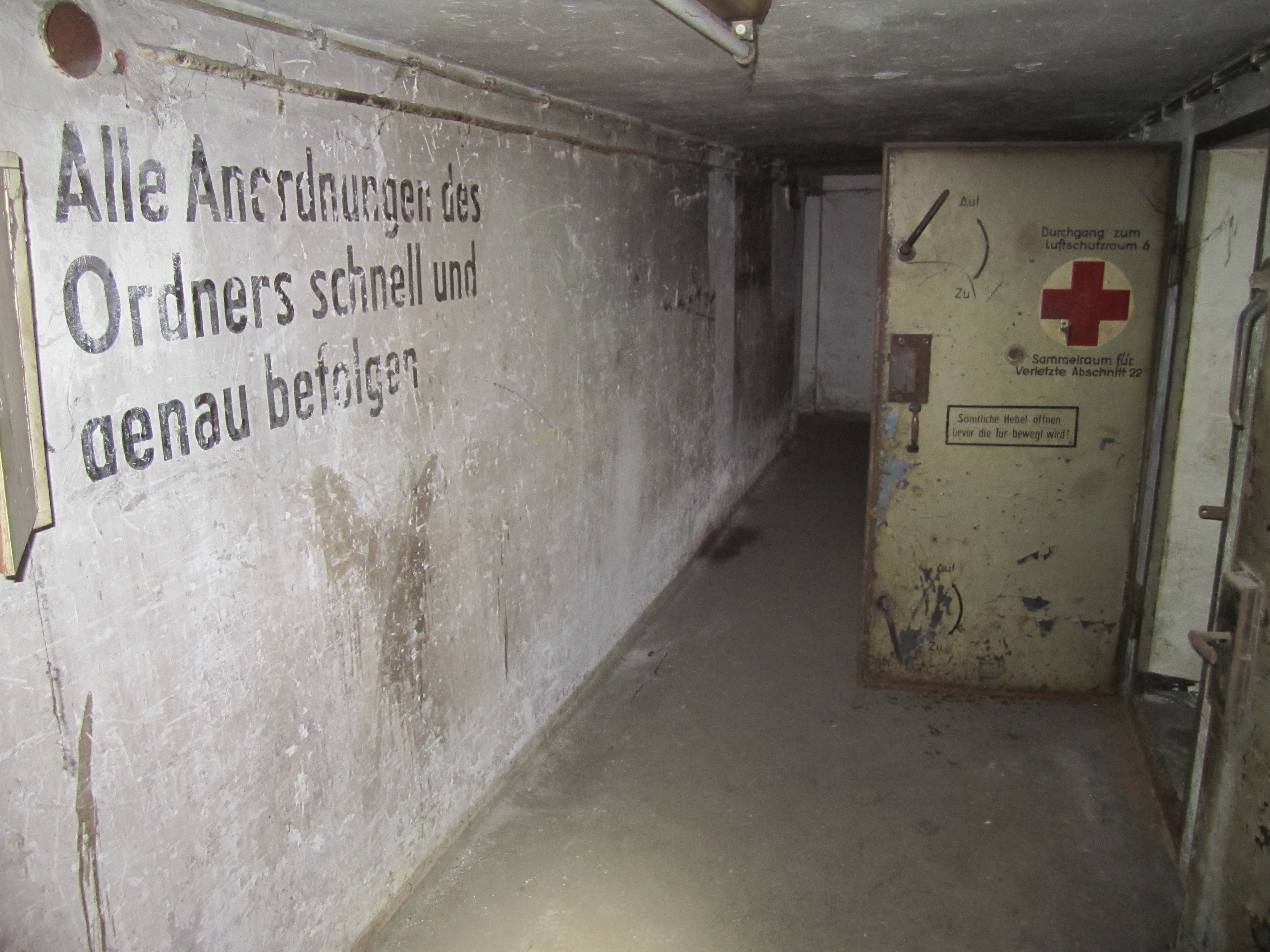
Bunker antiaereo dello stabilimento M2 nel 2015
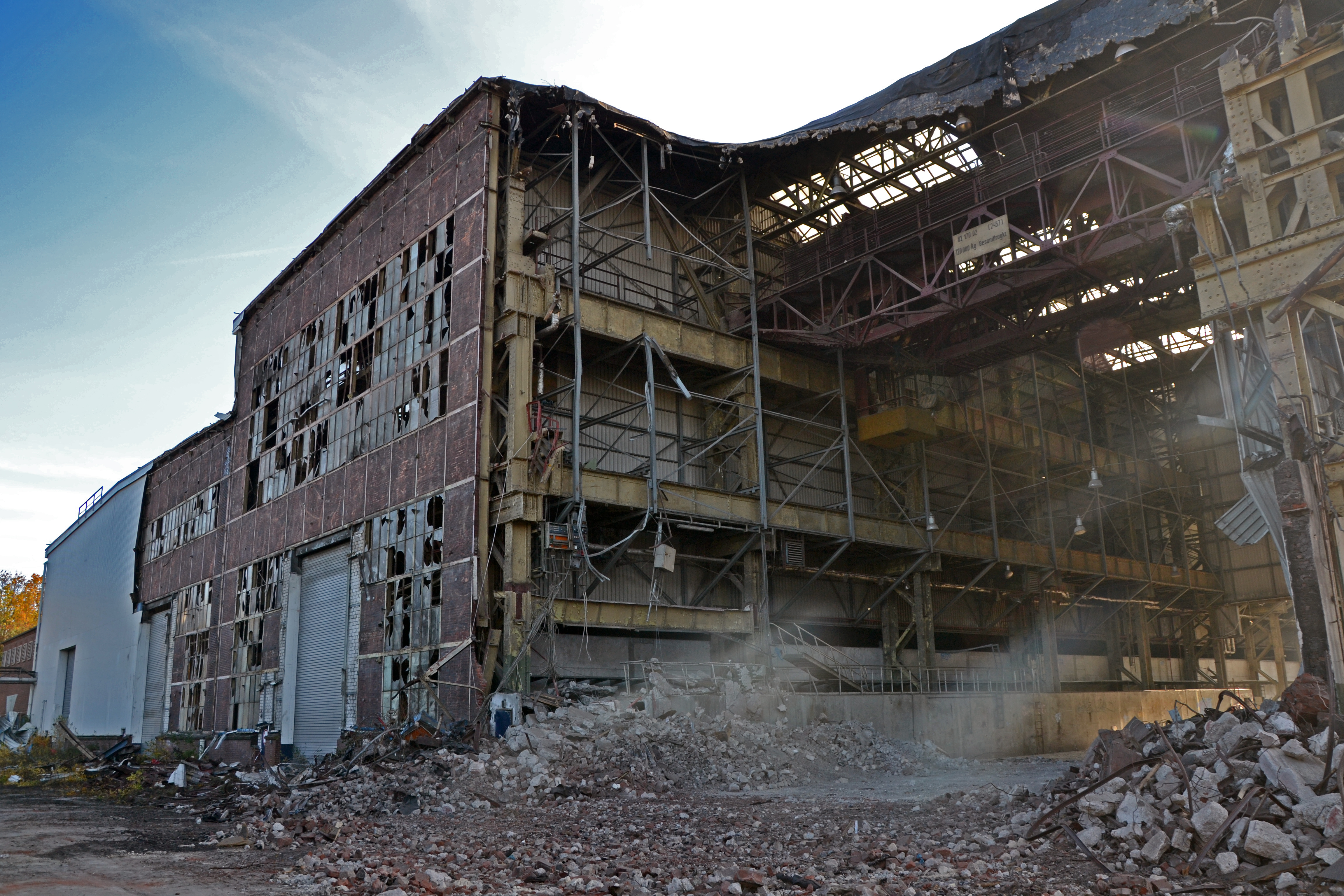
Stab. M2 nel 2015

## Stabilimento M3
Con il piano Hindenburg iniziò la costruzione della Maschinenbauhalle M3 sulla Helenenstraße nel 1916. Vennero prodotte 400 locomotive all'anno fino al 1925. Nei decenni successivi anche telai per locomotive e montaggi per Siemens AG e Krauss-Maffei.
Nel 1976 la Kautex Textron vendette alla Krupp la divisione costruzioni macchine. Sotto il nome Krupp-Kautex vennero prodotti serbatoi di plastica. Vennero anche prodotti impianti per la produzione di lattine, e anche martelli idropneumatici (marchio Atlas Copco negli anni successivi).
Negli anni '80 nello stabilimento M3 si sposto la Elektroabteilung (ELA) dalla sede in Altendorfer Straße. Questa divisione produsse grossi trasformatori e interruttori per impianti elettrici industriali.

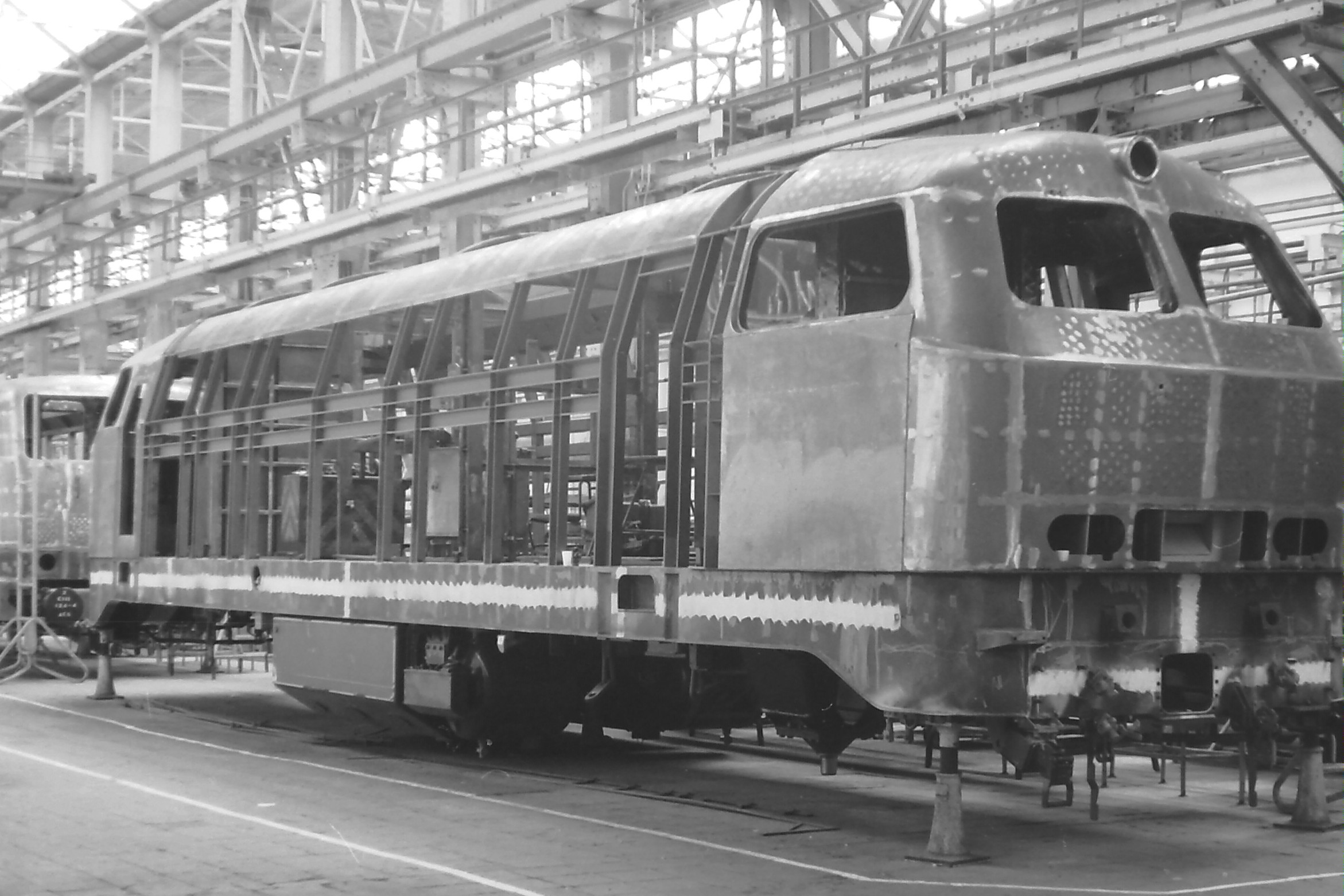
DB-Baureihe 218 nello stab. M3, il 2 settembre 1978
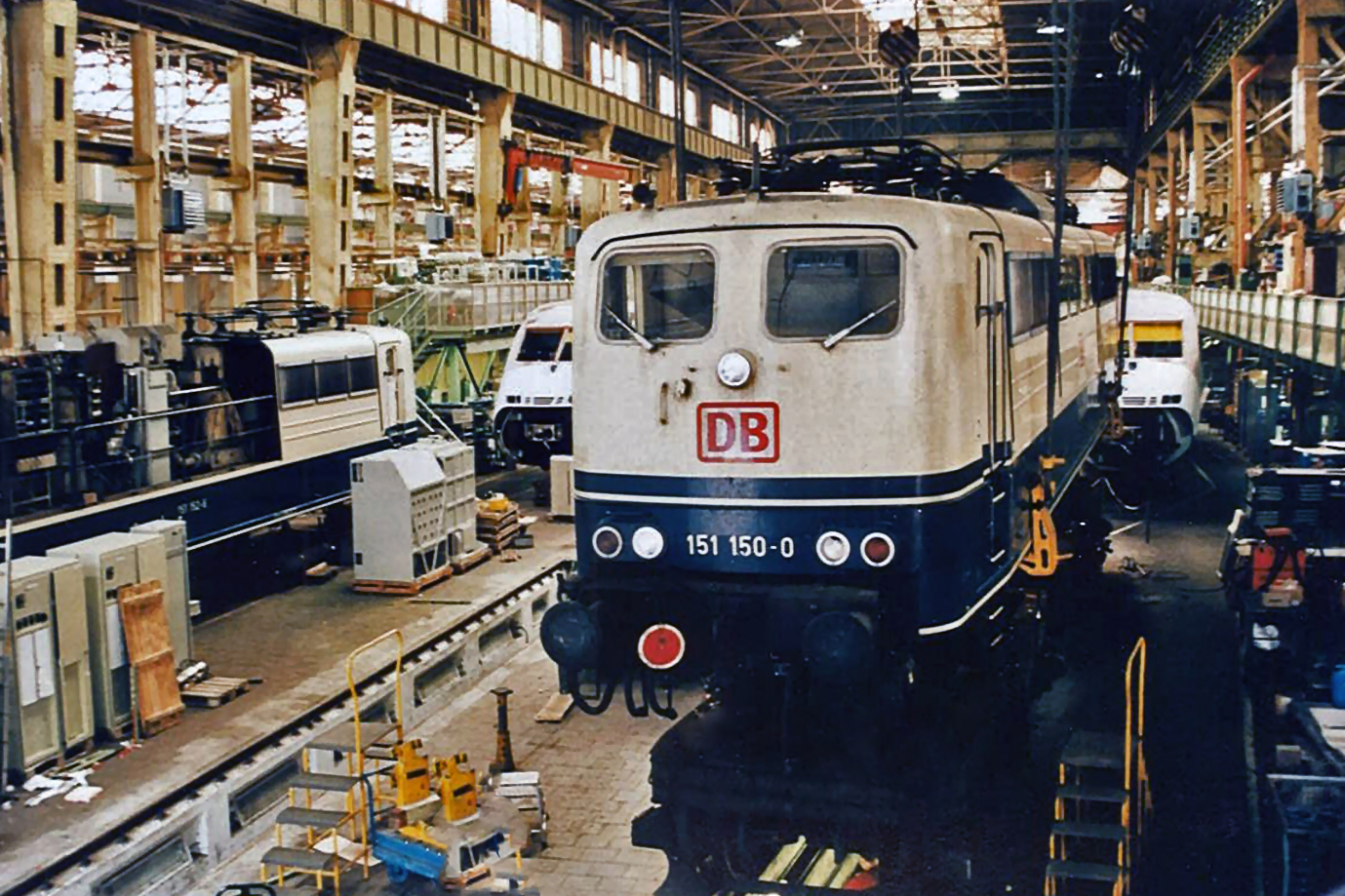
Anni '90 con una 151 150 e montaggio ICE 2
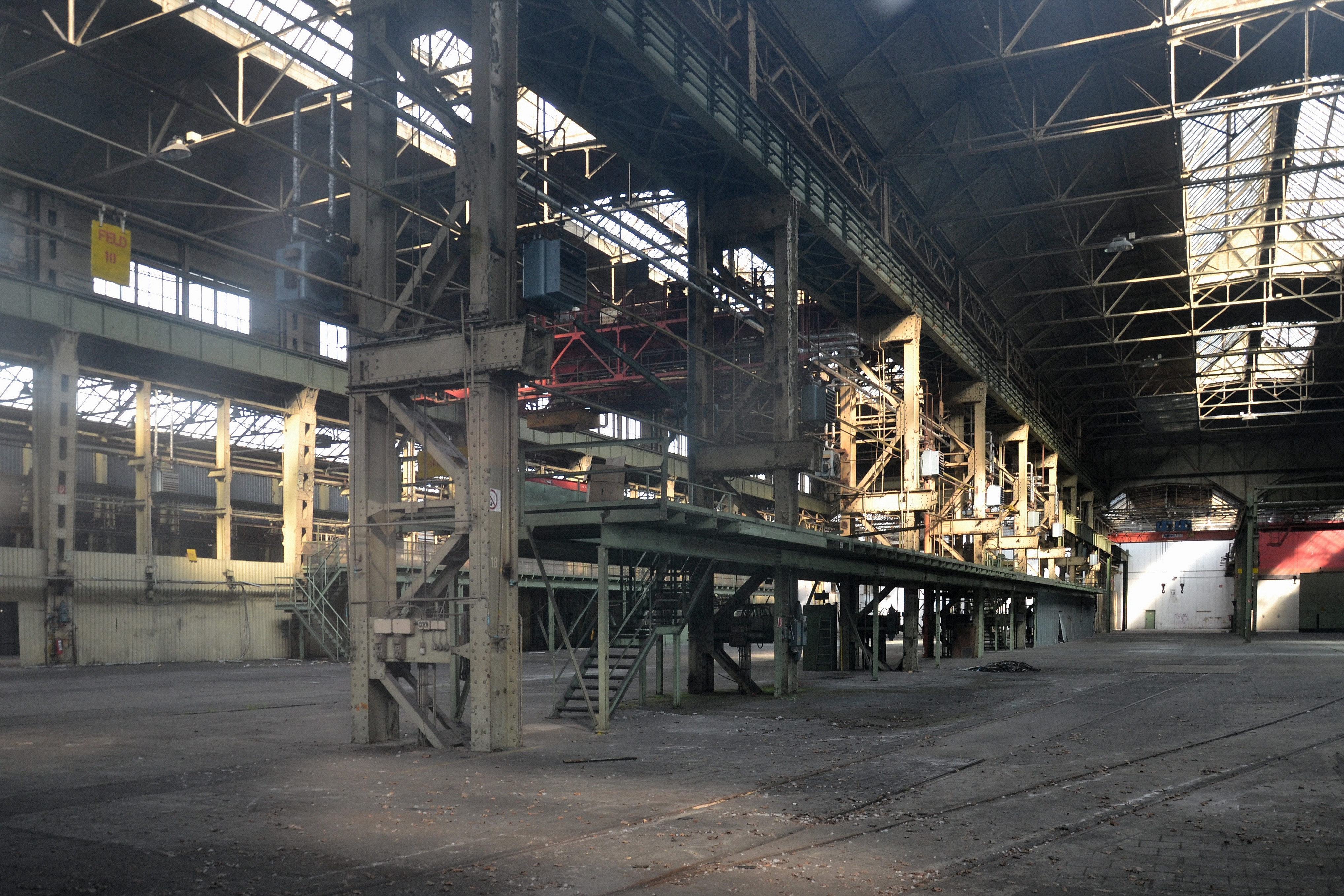
Stab. M3 nel 2012
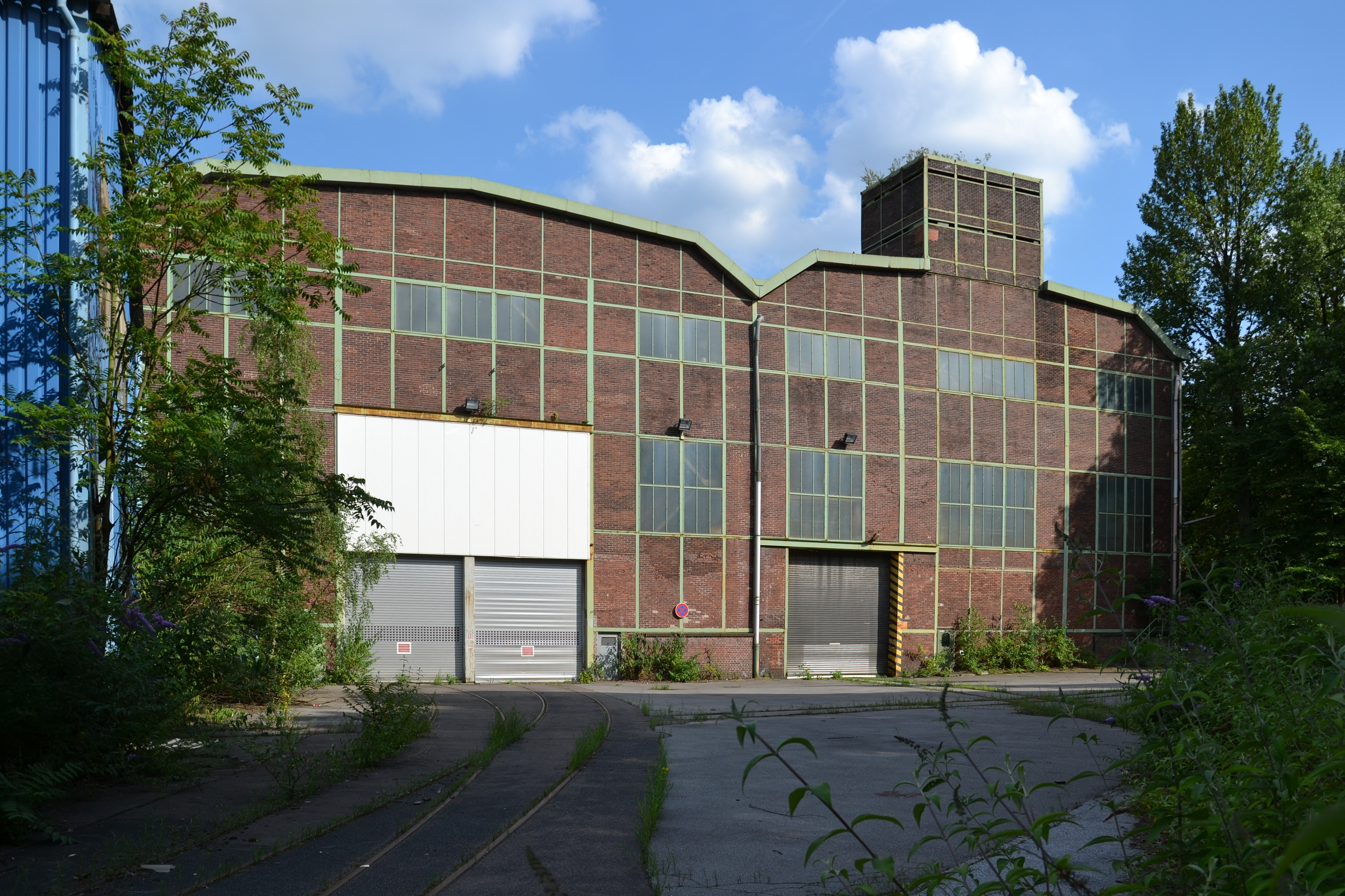
Esterno stab. M3 nel 2012

Krupp cedette tutte le attività del sito industriale alla Siemens e la Elektroabteilung (ELA) nel 1996 alla Waggonfabrik Uerdingen, oggi parte della Siemens Mobility.
Entrarono nel sito rimanente la Atlas Copco, la Cantec, la KHS e una divisione IT della ThyssenKrupp AG; il sito rimarrà in uso fino al 2042.

## Prodotti (parziale)

### Locomotive a vapore

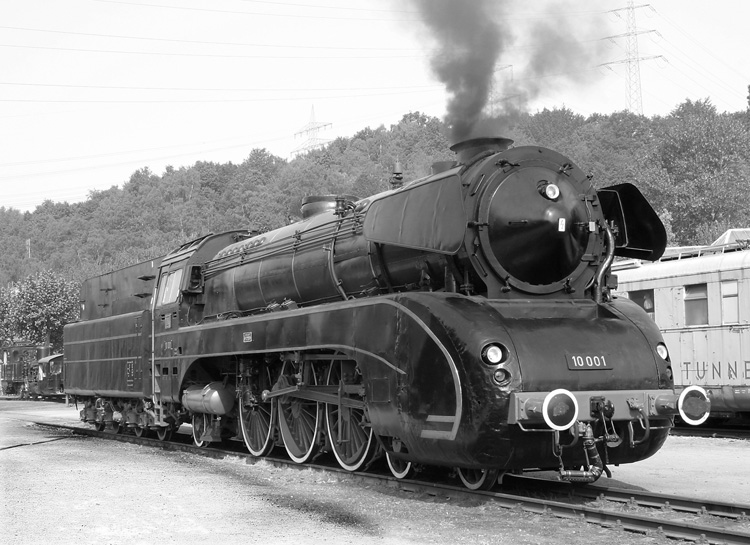
DB-Baureihe 10 per la Deutsche Bundesbahn

- BDŽ-Baureihe 05 per le ferrovie bulgare BDŽ
- BE 31 und 32 per le ferrovie Bentheimer Eisenbahn
- BLE 44 per le ferrovie Braunschweigische Landes-Eisenbahn-Gesellschaft
- BLE 45 bis 49 per le Braunschweigische Landes-Eisenbahn-Gesellschaft
- DR-Baureihe T 18.10
- DR-Baureihe 01
- DR-Baureihe 03
- DR-Baureihe 04
- DR-Baureihe 06
- DB-Baureihe 10
- DB-Baureihe 23
- DR-Baureihe 24
- DR-Baureihe 41
- DR-Baureihe 86
- DR-Baureihe 71.0
- Junkers 2–3 per la Junkers Werke
- KBE 81–90 per la Köln-Bonner Eisenbahnen
- KBE 95–96 per la Köln-Bonner Eisenbahnen
- Krupp Bergbau
- Krupp Frechen
- Krupp Hannibal Vorkriegs- e Nachkriegsausführung
- Krupp Knapsack
- Krupp Typ Gladbeck
- NWE Nr. 21
- Tre locomotive a vapore per modellismo in grande scala Liliputbahn del 1937, della Martens’sche Einheitsliliputlok, con numeri di fabbricazione 1662-63-64 e nominate Rosenkavalier, Männertreu e Fleißiges Lieschen
- NSB Type 49c per le Norges Statsbaner
- OHE 84 201,  Güterzugtenderlokomotive
- Baureihe GCA (locomotiva Garratt) per il Sudafrica
- SAR-Klasse 19
- TCDD 46 001–025 per le ferrovie turche
- TCDD 57 001–027 per le ferrovie turche
- Baureihe 19D per Transnet Freight Rail, Sudafrica
- Baureihe S2 per Transnet Freight Rail, Sudafrica
- Tender Baureihe D 52 per lIndonesia

### Locomotive Diesel

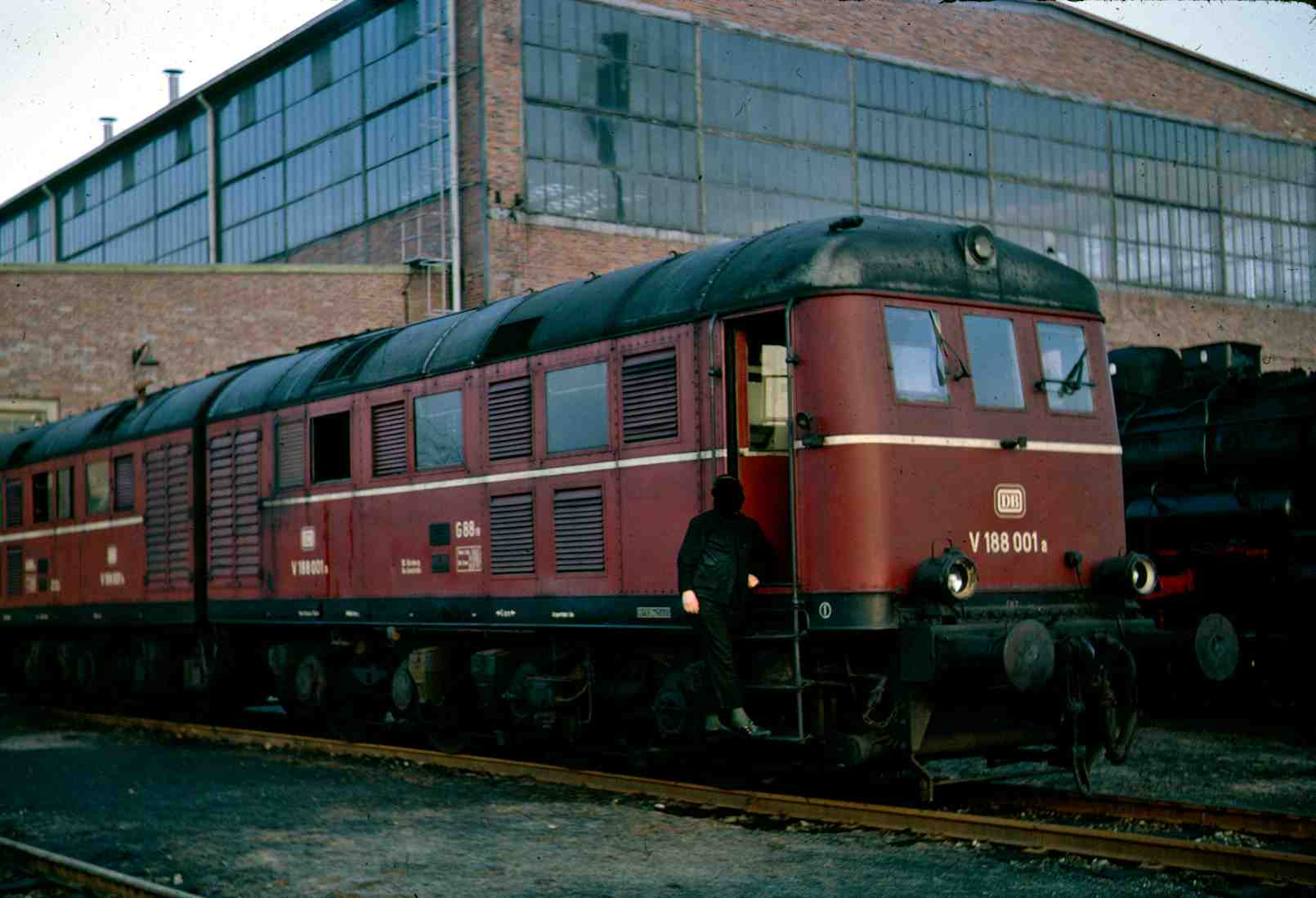
Wehrmachtslokomotive D 311

- Diesellokomotive Baureihe 27D per Eritrea
- Diesellokomotive Baureihe per Indonesia
  - KAI-Baureihe D300
  - KAI-Baureihe D301
  - KAI-Baureihe BB300
  - KAI-Baureihe BB301
  - KAI-Baureihe BB304

- Diesel elettriche per State Railway of Thailand
- Diesel elettriche per Myanmar (Burma)
- Locomotive U20C, U30C e UM22C per Zambia, Tanzania e Botswana
- Diesel elettriche per la Société Commerciale des Transports et des Ports
- Wehrmachtslokomotive D 311
- Hümmlinger Kreisbahn L1 und L2
- DB-Baureihe V 60
- DB-Baureihe V 90
- DB-Baureihe V 100
- DB-Baureihe V 160
- DB-Baureihe V 162
- DB-Baureihe 215
- DB-Baureihe 218
- DB-Baureihe 229

### Elettromotrici
- DB-Baureihe E 10
- DB-Baureihe E 40
- DB-Baureihe E 41
- DB-Baureihe E 50
- DB-Baureihe E 320
- DB-Baureihe E 410
- DB-Baureihe 103
- DB-Baureihe 111
- DB-Baureihe 120
- DB-Baureihe 151
- DB-Baureihe 181

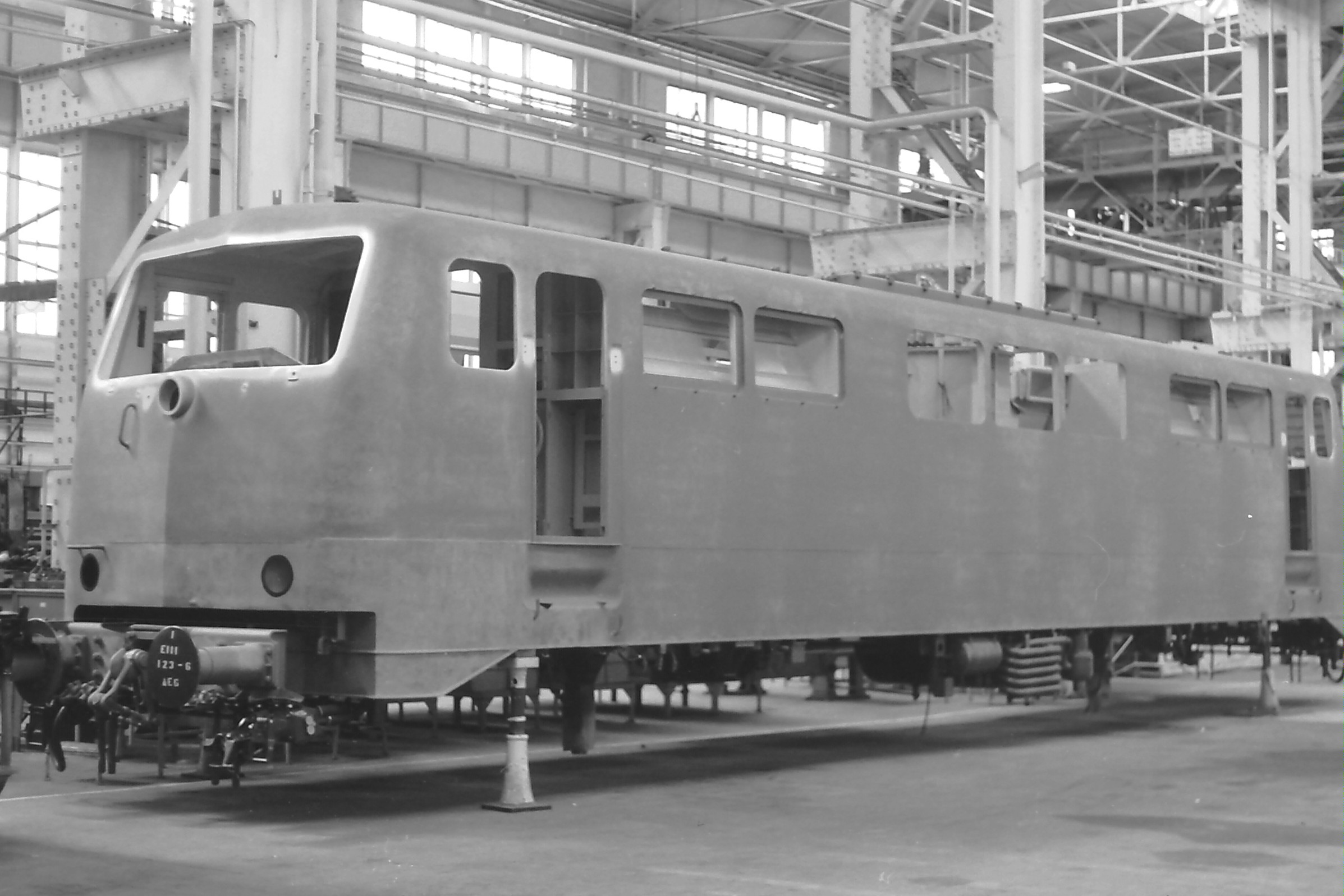
DB-Baureihe 111 nello stabilimento M3, 2 settembre 1978

- Le primi sette motrici per la MÁV-Baureihe V43 ungherese
- Motrici sperimentali InterCityExperimental (DB-Baureihe 410 001)
- Motrici ICE 1 e ICE 2